# Campionati tedeschi di slittino 2024
I Campionati tedeschi di slittino 2024 furono la centoquattresima edizione della rassegna nazionale dello slittino, manifestazione organizzata annualmente dalla Bob- und Schlittenverband für Deutschland. Si tennero nel corso della stagione agonistica 2023/24 e precisamente il 29 dicembre 2023 ad Altenberg, in Germania, sull'Eiskanal Altenberg, la stessa pista sulla quale il mese seguente si sarebbero svolte le competizioni valide per l'assegnazione dei titoli mondiali; furono disputate gare in cinque differenti specialità: nel singolo femminile, nel singolo maschile, nel doppio femminile, nel doppio maschile e nella gara a squadre.
Le medaglie d'oro furono ottenute da Anna Berreiter nella prova individuale donne, da Felix Loch in quella degli uomini, da Jessica Degenhardt e Cheyenne Rosenthal nella gara a coppie femminile, da Hannes Orlamünder e Paul Gubitz in quella maschile; gli stessi Berreiter, Orlamünder, Gubitz, Loch, Degenhardt e Rosenthal primeggiarono nella staffetta.

## Risultati

### Singolo donne
La gara fu disputata il 29 dicembre 2023 nell'arco di due manches e presero parte alla competizione 5 atlete; campionessa uscente era Anna Berreiter, che riuscì a bissare il titolo -il suo secondo-, davanti a Melina Fischer ed a Alina Bräutigam.

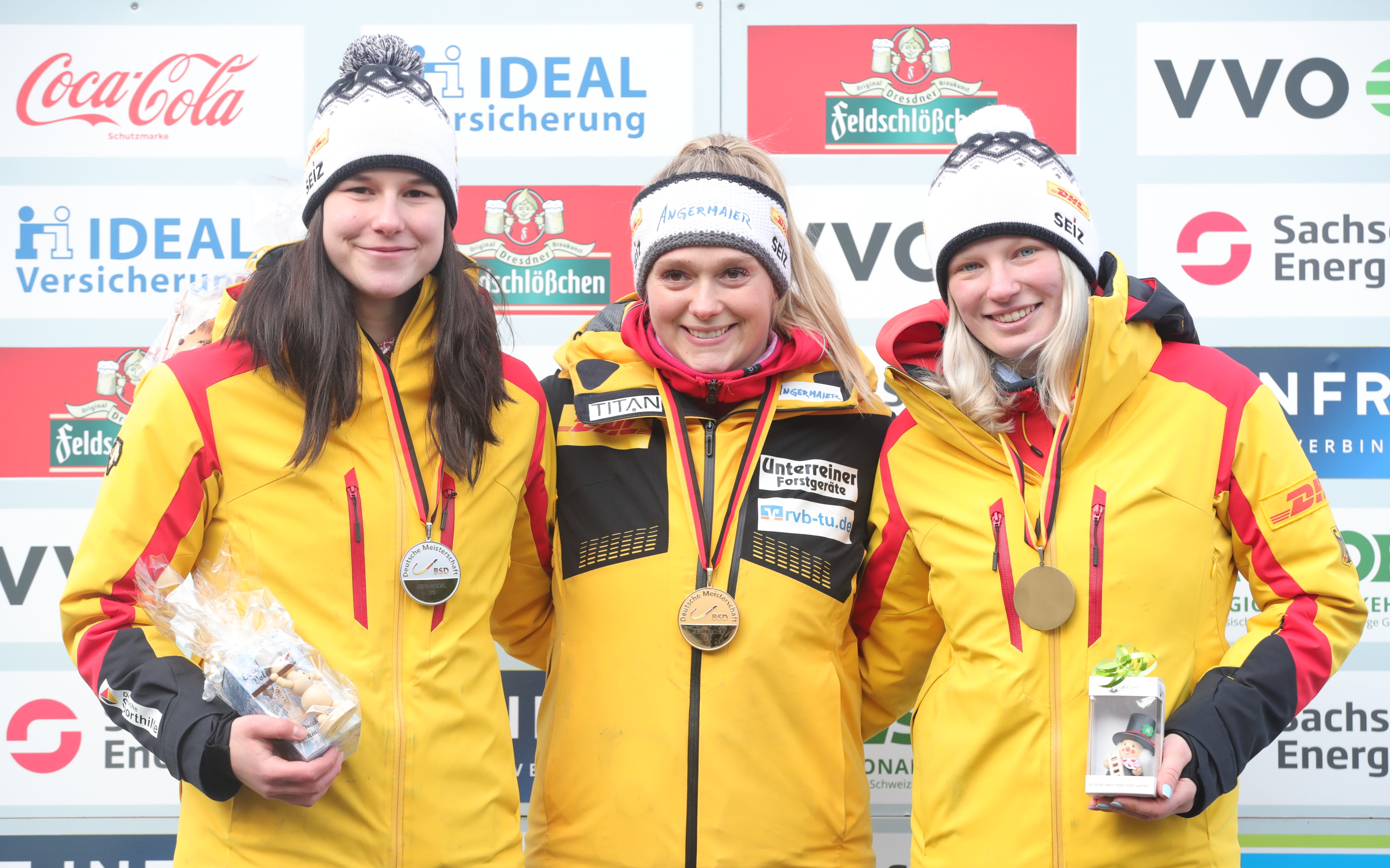
Il podio nella prova del singolare femminile.

| Pos. | Atlete          | Squadre                       | Tempo    | Distacco |
| ---- | --------------- | ----------------------------- | -------- | -------- |
|      | Anna Berreiter  | RC Berchtesgaden              | 1'45"967 | –        |
|      | Melina Fischer  | ESV Lok Zwickau               | 1'47"208 | +1"241   |
|      | Alina Bräutigam | RRV Sonneberg/Schalkau        | 1'47"253 | +1"286   |
| 4    | Merle Fräbel    | RT Suhl                       | 1'49"414 | +3"447   |
| DNF  | Julia Taubitz   | WSC Erzgebirge Oberwiesenthal | –        | –        |

### Singolo uomini
La gara fu disputata il 29 dicembre 2023 nell'arco di due manches e presero parte alla competizione 9 atleti; campione uscente era Felix Loch, che riuscì a bissare il titolo -il suo nono-, davanti a Max Langenhan ed a Timon Grancagnolo.

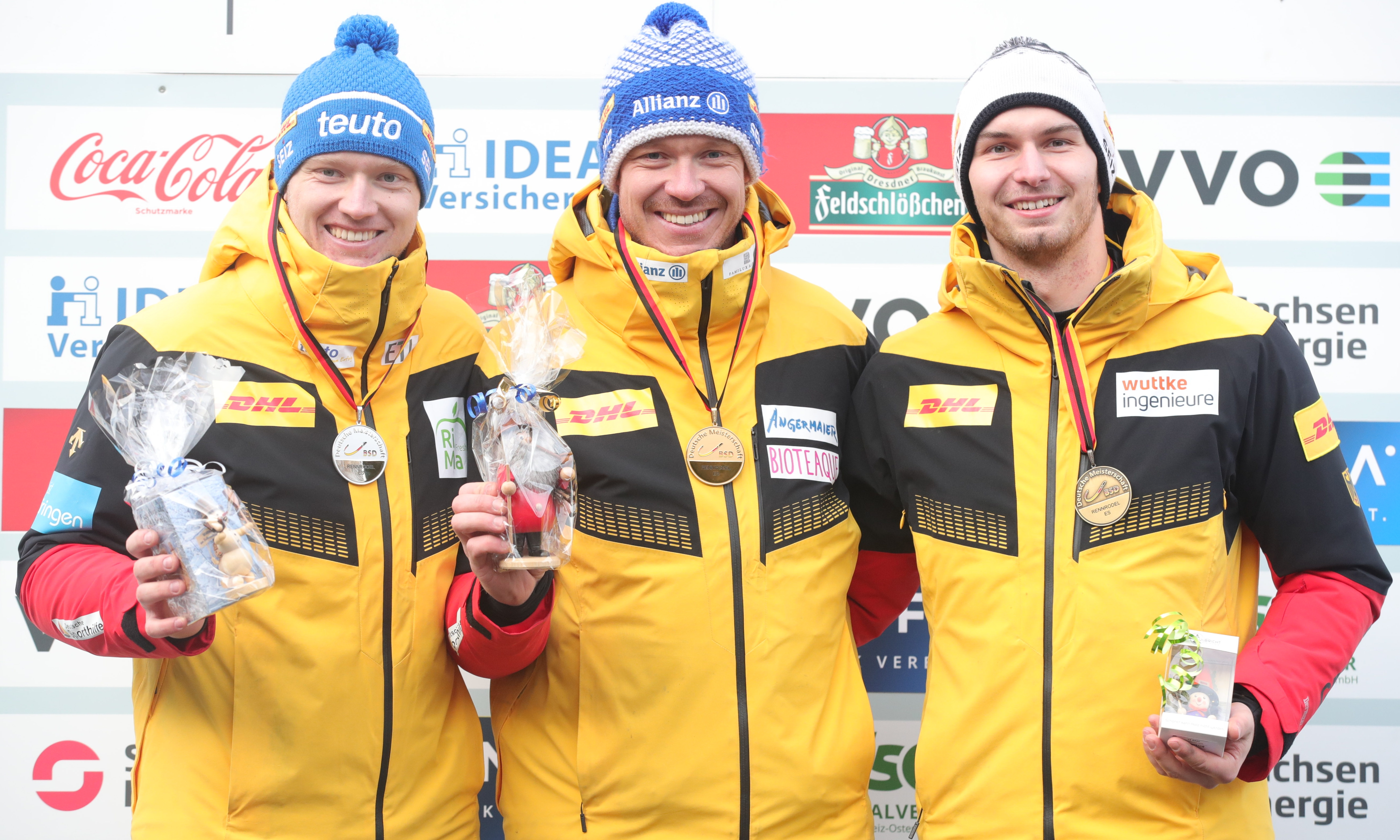
Il podio nella prova del singolare maschile.

| Pos. | Atleti            | Squadre                       | Tempo    | Distacco |
| ---- | ----------------- | ----------------------------- | -------- | -------- |
|      | Felix Loch        | RC Berchtesgaden              | 1'47"494 | –        |
|      | Max Langenhan     | BRC 05 Friedrichroda          | 1'47"622 | +0"128   |
|      | Timon Grancagnolo | ESV Lok Zwickau               | 1'48"389 | +0"895   |
| 4    | Sebastian Bley    | RT Suhl                       | 1'48"390 | +0"896   |
| 5    | David Nößler      | SV Schmalkalden               | 1'48"484 | +0"990   |
| 6    | Florian Müller    | WSC Erzgebirge Oberwiesenthal | 1'49"644 | +2"150   |
| 7    | Mathis Ertel      | RRC Altenberg                 | 1'50"306 | +2"812   |
| 8    | Hans Fritzsch     | WSC Erzgebirge Oberwiesenthal | 1'50"522 | +3"028   |
| DNS  | Marco Leger       | RRC Schliersee                | –        | –        |

### Doppio donne
La gara fu disputata il 29 dicembre 2023 nell'arco di due manches e presero parte alla competizione 6 atlete; campionesse uscenti erano Jessica Degenhardt e Cheyenne Rosenthal, che riuscirono a bissare il titolo -il loro secondo-, davanti a Elisa-Marie Storch e Pauline Patz ed a Dajana Eitberger e Saskia Schirmer.

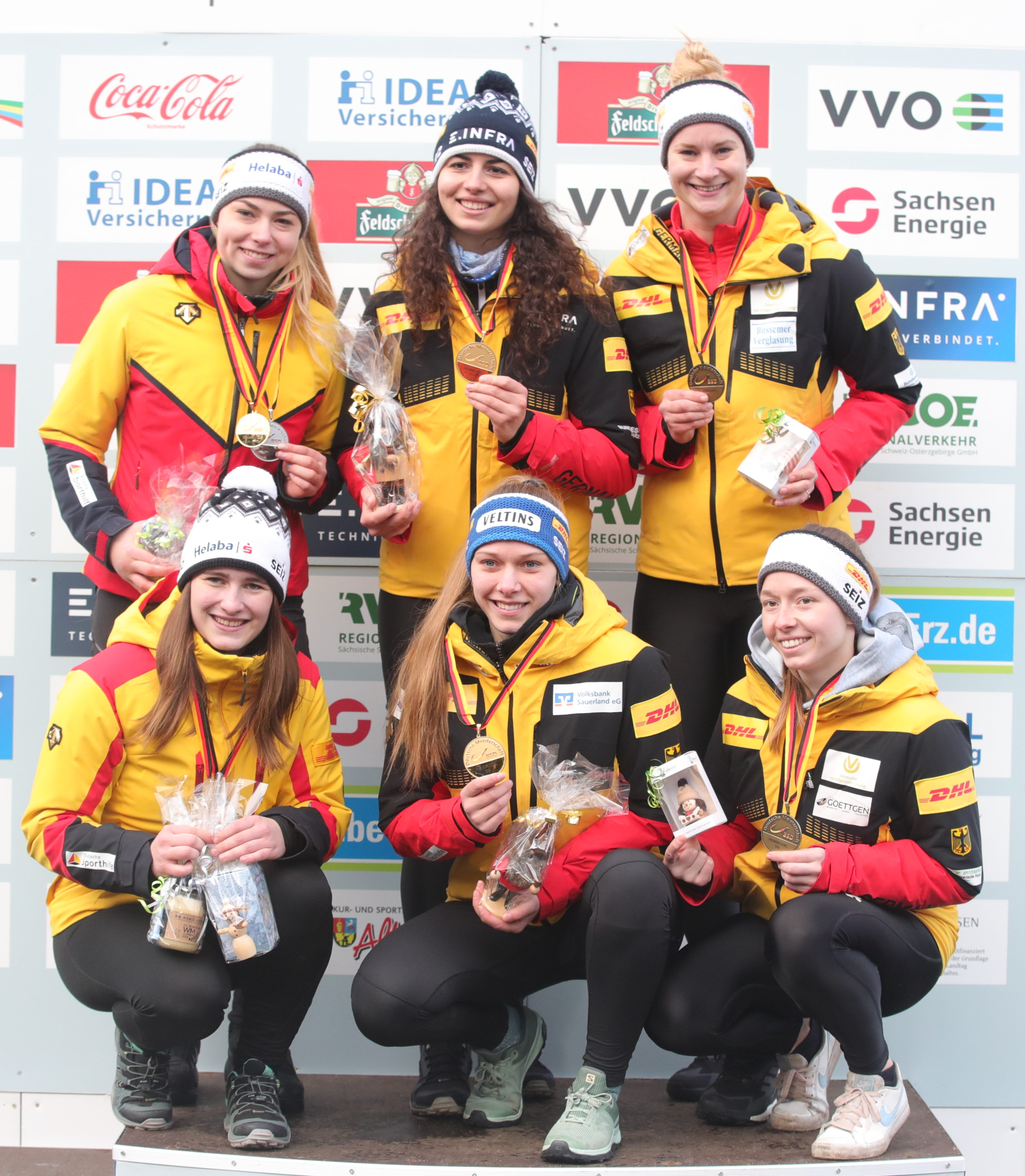
Il podio nella prova a coppie femminile.

| Pos. | Atlete                                | Squadre                      | Tempo    | Distacco |
| ---- | ------------------------------------- | ---------------------------- | -------- | -------- |
|      | Jessica Degenhardt Cheyenne Rosenthal | RRC Altenberg BSC Winterberg | 1'25"192 | –        |
|      | Elisa-Marie Storch Pauline Patz       | RT Suhl SV Schmalkalden      | 1'25"672 | +0"480   |
|      | Dajana Eitberger Saskia Schirmer      | RC Ilmenau RC Berchtesgaden  | 1'25"925 | +0"733   |

### Doppio uomini
La gara fu disputata il 29 dicembre 2023 nell'arco di due manches e presero parte alla competizione 10 atleti; campioni uscenti erano Tobias Wendl e Tobias Arlt, che conclusero la prova al secondo posto, ed il titolo fu conquistato da Hannes Orlamünder e Paul Gubitz -il loro primo-, mentre terzi giunsero Moritz Jäger e Valentin Steudte.

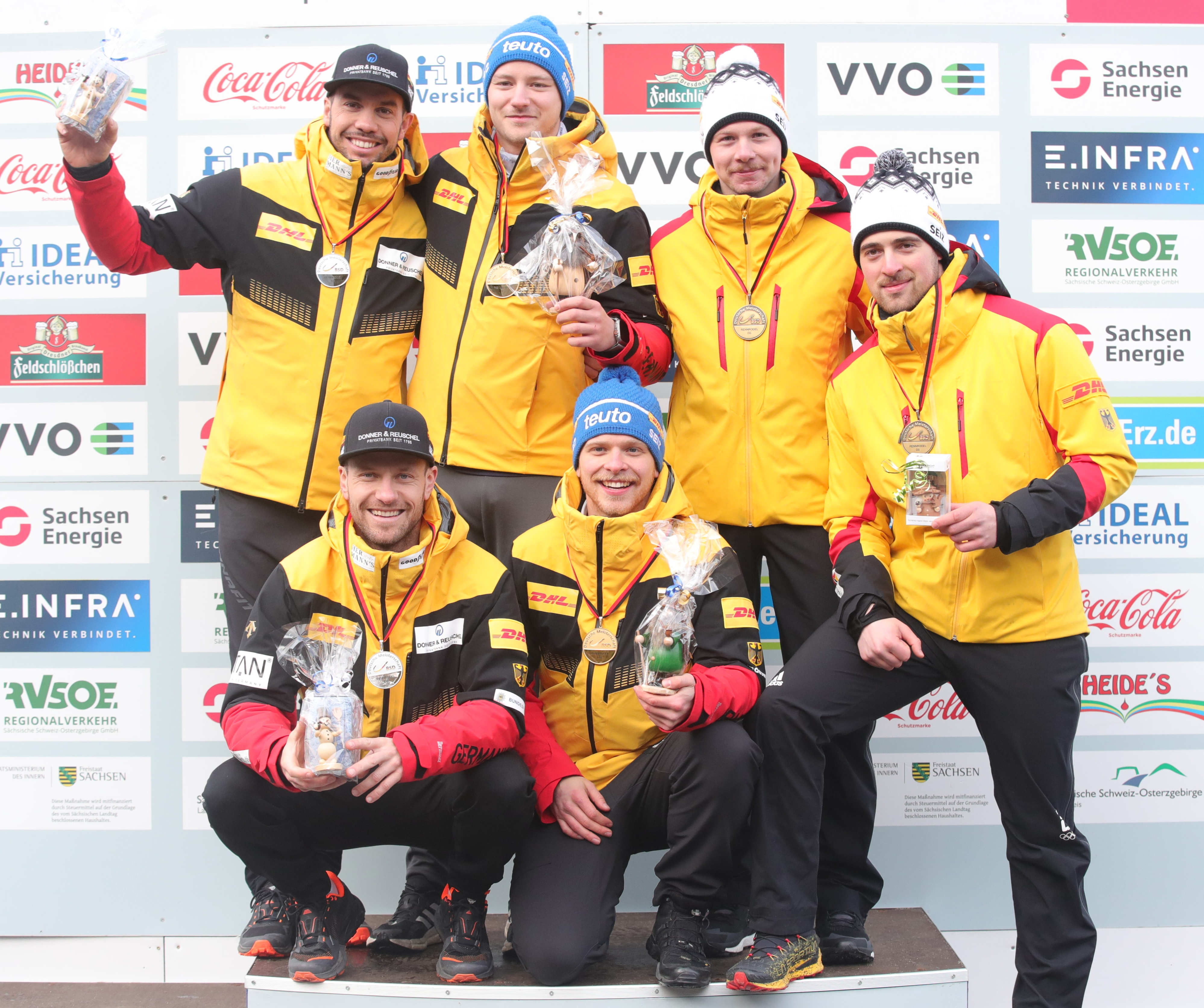
Il podio nella prova a coppie maschile.

| Pos. | Atleti                        | Squadre                        | Tempo    | Distacco |
| ---- | ----------------------------- | ------------------------------ | -------- | -------- |
|      | Hannes Orlamünder Paul Gubitz | RRC Zella-Mehlis               | 1'24"101 | –        |
|      | Tobias Wendl Tobias Arlt      | RC Berchtesgaden WSV Königssee | 1'24"268 | +0"167   |
|      | Moritz Jäger Valentin Steudte | RRC Zella-Mehlis RT Suhl       | 1'24"295 | +0"194   |
| 4    | Max Ewald Jakob Jannusch      | RT Suhl RRV Sonneberg/Schalkau | 1'24"533 | +0"432   |
| 5    | Pascal Kunze Max Trippner     | ESV Lok Zwickau Lok Chemnitz   | 1'25"910 | +1"809   |

### Gara a squadre
La gara fu disputata il 29 dicembre 2023 ed ogni squadra prese parte alla competizione con un'unica formazione; nello specifico la prova vide la partenza di una "staffetta" composta da una singolarista donna, un doppio maschile, un singolarista uomo ed un doppio femminile, che scesero lungo il tracciato consecutivamente senza interruzione dei tempi tra un componente e l'altro per ognuna delle 3 formazioni in gara; il tempo totale così ottenuto laureò campione la squadra di Anna Berreiter, Hannes Orlamünder, Paul Gubitz, Felix Loch, Jessica Degenhardt e Cheyenne Rosenthal davanti al team composto da Melina Fischer, Tobias Wendl, Tobias Arlt, Max Langenhan, Elisa-Marie Storch e Pauline Patz ed a quello formato da Alina Bräutigam, Moritz Jäger, Valentin Steudte, Timon Grancagnolo, Dajana Eitberger e Saskia Schirmer.

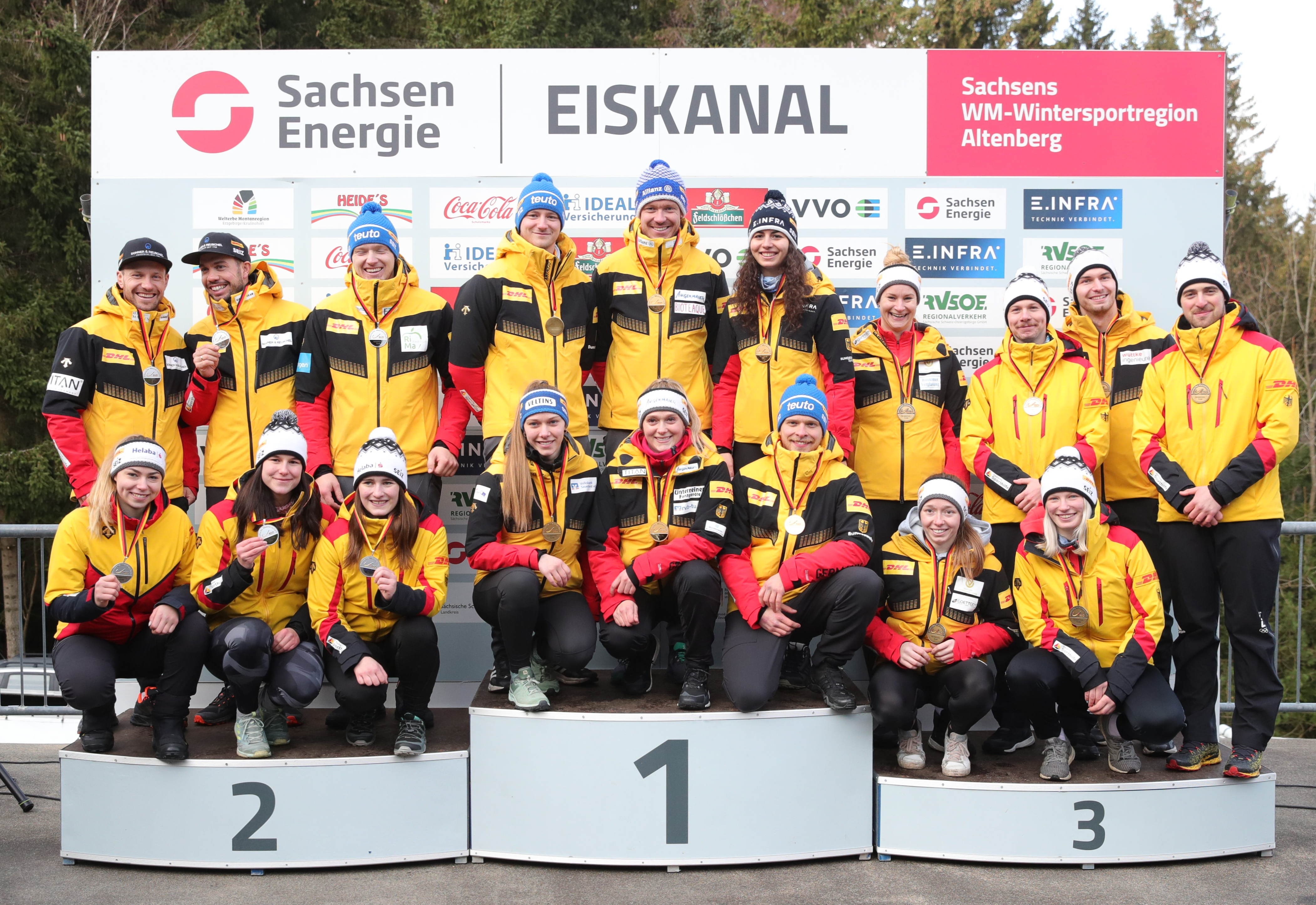
Il podio nella prova a staffetta.

| Pos. | Squadre      | Atleti                                                                                               | Tempo    | Distacco |
| ---- | ------------ | --- | -------- | -------- |
|      | Germania I   | Anna Berreiter Hannes Orlamünder / Paul Gubitz Felix Loch Jessica Degenhardt / Cheyenne Rosenthal    | 3'15"372 | –        |
|      | Germania II  | Melina Fischer Tobias Wendl / Tobias Arlt Max Langenhan Elisa-Marie Storch / Pauline Patz            | 3'15"373 | +0"001   |
|      | Germania III | Alina Bräutigam Moritz Jäger / Valentin Steudte Timon Grancagnolo Dajana Eitberger / Saskia Schirmer | 3'17"485 | +2"113   |